# Furtlepass
Der Furtlepass, auch Furtlespass oder Furtlachpass genannt, ist ein Gebirgspass im Vorland der Schwäbischen Alb; seine Scheitelhöhe liegt auf 630 m ü. NHN. Der Furtlepass verläuft in Nord-Süd-Richtung und quert die Wasserscheide zwischen der nördlich gelegenen Rems und der südlich gelegenen Fils.
Der vom Furtlepass benutzte Bergsattel verbindet den Albtrauf (Berg Bernhardus) mit dem nordwestlich vorgelagerten Hornberg, der seinerseits nördlicher Ausläufer des Kalten Feldes ist.

## Verkehr

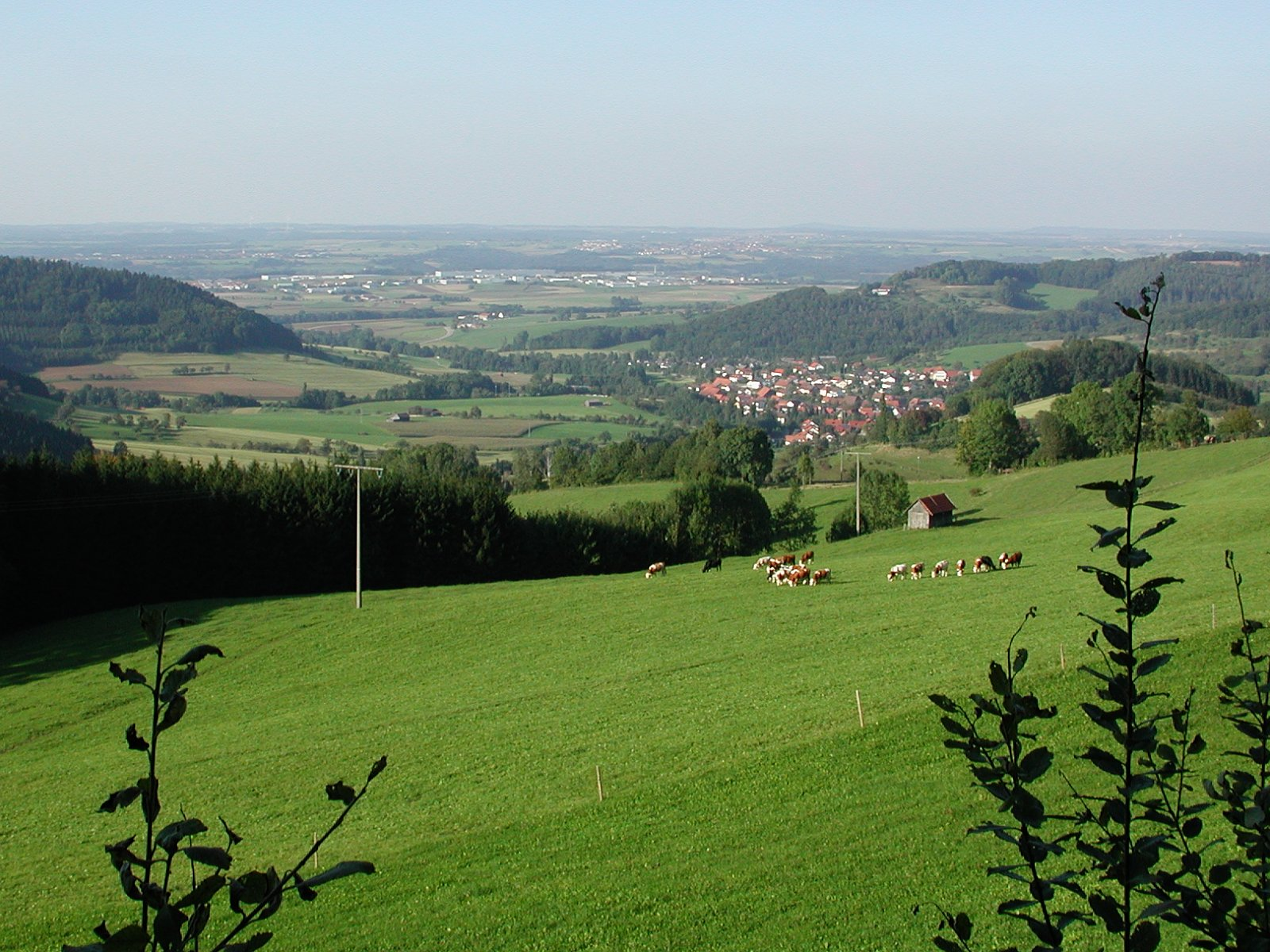
Blick nach Nordwest über Weiler und Bettringen zum Schwäbisch-Fränkischen Wald

Über den Furtlepass führt die baden-württembergische Landesstraße 1160, die eine Querverbindung zwischen den Bundesstraßen 29 und 466 herstellt. Die gesamte Passstraße gehört zur Stadtgemarkung von Schwäbisch Gmünd; im Norden ist der Ortsteil Weiler in den Bergen die letzte Ansiedlung vor der Passhöhe, im Süden der Ortsteil Degenfeld.
Wenige Meter südlich des Scheitelpunkts zweigt die Zufahrt zum Segelflugplatz auf dem Hornberg ab. Der Furtlepass ist ein beliebter Ausgangspunkt für Wanderungen. Es gibt dort passende Gelegenheiten zum Parken, und auf der Passhöhe wird eine Bushaltestelle von der Linie 2 des Nahverkehrsunternehmens Stadtbus Gmünd bedient.
Der Radmarathon Alb-Extrem führt einmal im Jahr über den Pass.

## Sage
Vom Furtlepass ging die Sage, dass dort der sogenannte „Zumpenmann“ sein Unwesen trieb. Er habe sich in mancherlei Gestalt gezeigt: als Tier, das einem Kalbe glich, als Wanderer mit Laterne am Hals, als wilder Reiter oder als Fuhrmann eines Wagens mit feurigen Rädern.